# Bányai-ház (Marosvásárhely)
A marosvásárhelyi Bányai-ház (egyes források Bányay-háznak vagy Barokk-palotának nevezik) háromszintes, eklektikus stílusú épület a Főtér északnyugati során. A 20. század elején építették Bányai Béla mészárosmester számára. Nem összetévesztendő a (Papp-)Bányai palotával, mely a Főtér átellenes oldalán áll.
Magasságának és díszítésének köszönhetően kitűnik a szomszédos épületek közül. Helyi jelentőségű műemlék.

## Története
A környéken korábban faépületek voltak, melyek 1876-ban leégtek a ferences kolostor egyik melléképületéből induló tűzben. A romok helyén idővel emeletes kőházak jelentek meg; 1888-ban itt épült fel a Mészáros Ipartársulat székháza, mely magába foglalta a Nagymészárszék csarnokát is. Mellette húzták fel 1904 és 1907 között a Bányai-házat Bányai Béla mészárosmester számára; tervezője feltehetőleg Nagy Győző, kivitelezője Soós Pál volt.
A ház gazdag díszítése hű képet nyújt a boldog békeidők építészetéről és anyagi jólétéről. Udvarán működött az Édeslyuk vendéglő, amely híres volt a flekkenről és a heránytokányról. Itt csak cigányzene szólt, mivel a tulajdonos jelszava az volt, hogy „Aki táncol, az nem fogyaszt.”
1936–1937 között az első emeleti lakásban lakott Bernády György, miután kosárdombi villáját eladta Bürger Albert sörgyárosnak. 1948-ban, a kommunista hatalomátvétel után az épületet államosították, a vendéglőt megszüntették. Jelenleg lakásoknak ad helyet, a földszinten üzletek vannak.

## Leírása
Homlokzata díszes, tetszetős, bár a kapu stílusa és az átépített földszinti kirakatok nem illeszkednek az eredeti díszítéshez. Egyes források szerint a város legszebb neobarokk épülete, bár stílusát jobbára eklektikusként lehet leírni: a barokk elemeken kívül a szecessziós hatás is jelentőséget kap. Tetőzete kupola formájú.